# Супрун Олександр Данилович
Супрун Олександр Данилович — (*18 січня 1945) — український фотограф. Член Спілки фотохудожників України (НСФХУ) й художник Міжнародної Федерації Фотомистецтва (FIAP).
Шлях у мистецькій фотографії Олександр Супрун знайшов досить пізно. Йому виповнилося вже 29 років, коли створив роботу «Старий ставок. Посуха» (1974). Вона започаткувала період творчої зрілості. На цей час він був уже визнаним майстром Харківського обласного фотоклубу, входив до складу творчої групи «Время», був учасником клубних та обласних виставок, експонував велику персональну виставку, що складалася більш ніж зі 100 робіт. Створені в цей час напівтонові фотомонтажі «Пегас» (1974), «Дарунки осені. Король базару» (1975), «Весна в лісі. Конвалії» (1975), «Сповідь урбаніста. Ласка» (1975), «Соняхи-2» (1975) та інші стали програмними творами фотохудожника. В 70-ті роки сформувався неповторний авторський стиль, а створені в той час роботи знані тепер в цілому світі.Сьогодні можна з впевненістю стверджувати, що найкращі фототвори Олександра Супруна витримали випробування часом. Вони причетні до історії розвитку світового фотомистецтва. Вони увійшли до золотого фонду української фотомистецької фотографії. Роботи майстра зберігаються в музеях і приватних колекціях Європи та Америки. За останні 30 років фотороботи О. Супруна понад 800 разів брали участь у вітчизняних та закордонних фотовиставках і салонах в 38 країнах світу, отримали понад 200 нагород різного ґатунку та мають численні публікації (понад 300).
По кваліфікації Міжнародної федерації фотографічного мистецтва (ФІАП) О. Д. Супрун має почесне звання «Вища майстерність ФІАП» (EFIAP).

## Біографія[3]
- 18 січня 1945 року — народився Супрун Олександр Данилович в місті Харків, Україна;
- 1952 — 1962 рр. — навчався в середній школі;
- 1962 — 1968 рр. — навчання в Харківському політехнічному інституті;
- 1965 р. — почав займатись фотографією[1] та вступає до фотоклубу ПК ХЕМЗ (Харків);
- 1967 р. — вступив до Харківського обласного фотоклубу;
- 1970 — 1972 рр. — навчання в аспірантурі Харківського політехнічного інституту наприкінці якої захистив дисертацію та отримав вчений ступінь кандидата технічних наук в галузі прикладної механіки;
- 1973 р. — перша персональна виставка в Харкові; перша участь у всесоюзній фотовиставці (Ленінград);
- 1974 р. — перша участь в міжнародній фотовиставці (Острава, Чехословаччина);
- 1975 р. — вперше нагороджений дипломом міжнародної фотовиставки (Маглай, Югославія); перша публікація в каталозі всесоюзної фотовиставки «ФОТОГРАФИКА-75» (Мінськ);
- 1976 р. — публікація в журналі «Советское фото» (Москва); перша медаль міжнародної виставки «INFOTA-76» (Ічин, Чехословаччина);
- 1977 р. — нагороджений на міжнароднім фотосалоні «ZLATNO OKO — 77» під захистом FIAP (Нові Сад, Югославія); нагороджений призом на всесоюзній виставці «Фотокинотехніка-77» (Харків);
- 1978 р. — прийнято почесним членом львівського фотоклубу «карпати»;
- 1980 р. — публікація в фотожурналі FOTOGRAFIE (НДР);
- 1981 р. — перейшов на викладацьку роботу до Харківського художньо-промислового інституту (нині харківська державна академія дизайну і мистецтв) (Харків);(Реймс, Франція); публікація у фотографічній книзі «FOTOCOMMUNICATION»: WIEN BY PAPER PRESS VERLAG, (Австрія);
- 1983 р. — став почесним членом фотоклубу LANDERNEAU (Ландерно, Франція);
- 1988 р. — персональна експозиція за кордоном (Сарагоса, Іспанія); став почесним членом фотоклубу «Ужгород» (Ужгород, Україна);
- 1989 р. — обраний на посаду доцента ХХПІ; обраний делегатом установчої конференції спілки фотохудожників України (Київ);
- 1990 р. — став почесним членом фотоклубу «ORIZONT» (Сібіу, Румунія);
- 10 січня 1991 р. — став членов Міжнародної Федерації Фотомистецтва та присуджено почесне звання AFIAP (Нідерланди); запрошений з персональною експозицією до Центру сучасного мистецтва м. Цінціннаті (США); присуджено звання «доцент»;
- 1993 р. — обраний делегатом Першого з'їзду фотохудожників України (Київ);
- 1995 р. — лауреат муніципальної премії (Харків);
- 1996 р. — присуджено почесне звання EFIAP Міжнародної Федерації Фотомистецтва (Нідерланди);
- 1997 р. — лауреат премії імені Масельського (Харків);
- 1999 р. — нагороджений дипломом за видатний особистий внесок в розбудову СФХУ;

## Публікації[4]
- Photocommunication (Bilder und worth, images and poems),Wien: by paperpress verlag, 1981 (Austria).
- Fotografen aus der undssr, Baden-Baden: weltrechte des buches bie verlag presse informationa agentur GMBH, 1982 (BRD).
- "Arteder-82". Muestra internacional de obra grafica, Bilbao : artes graficas grijelmo, 1982 (Spain).
- анри вартанов. фотография: документ и образ. москва: изд-во „планета", 1983 (СССР).
- fotojahrbuchinternational 1983/84. leipzig: veb fotokinoverlag, 1984 (DDR).
- Фото. Москва: издательство "Планета", 1985 (СССР).
- Знімають фотоаматори. Львів: видавництво "Мистецтво" 1986 (УССР).
- В. И. Михалкович, В. Т. Стигнеев. Поэтика фотографии. Москва: изд-во "Искусство", 1989 (СССР).
- Мир фотографии. Москва: издательство " Планета", 1989 (СССР).
- Александр Супрун. фотографии. Чебоксары: РНМЦНТ, 1989 (РСФСР).
- Photography yearbook 1996, surrey: fountain press, 1995 (United Kindom).
- Ссоветское фото, №8, 1976 (СССР).
- Советское фото, №5, 1979 (СССР).
- FOTOGRAFIe, №1, 1980 (DDR).
- Ceskoslovenska FOTOGRAFIT, №4, 1984 (CSSR).
- FOTO, №10, 1986 (Hungary).
- Рабоче-крестьянский корреспондент, №10, 1986 (СССР).
- Советское фото, 10, 1986 (СССР).
- Советское фото, №11, 1986 (СССР).
- Рабоче-крестьянский корреспондент, №10, 1987 (СССР).
- Ceskoslovenska FOTOGRAFIe, №3, 1988 (CSSR).
- Sociedad fotograica de zaragoza. boletin inforvativo para los socios, №46, 1988 (Spain).
- Hellinski photographia and amateur cinematography, №121, 1990 (Greece).
- Inter continental. driemaandelijks f otografisch tijdschrijft, vlamertinge, 6 jaargang, №3, juni 1990 (Belgium).
- Cuart scuro. boletin inforvativo del foto club buenos aires, aN 35, №406, 1990 (Argentina).
- Images ink, vol. 6, №5, 1991 (USA).
- Світло й тінь, український фотомистецький журнал, №3, 1991 (Україна).
- Світло й тінь, український фотомистецький журнал, №4, 1991 (Україна).
- Світло й тінь, український фотомистецький журнал, №2, 1992 (Україна).
- Світло й тінь, український фотомистецький журнал, №4, 1992 (Україна).
- Світло й тінь, український фотомистецький журнал, №3, 1993 (Україна).
- Панна, №6, 1994 (Україна).
- Панна, №1, 1995 (Україна).
- Світло й тінь, український фотомистецький журнал, №1, 1995 (Україна).
- Metall, № 2, 1995 (Sweden).
- Світло й тінь, український фотомистецький журнал, №2, 1995 (Україна).
- Fotoobjektiv, №62, marz/april, 1995 (Austria).
- Панна, № №2-3, 1995 (Україна).
- Панна, №4, 1995 (Україна).
- Світло й тінь, Український фотомистецький журнал, №№1-2, 1996 (Україна).
- Orizont international. Buletin special. September. 1998. (Romania).
- Sociedad fotografica de gipuzkoa. Bolrtin informatovo. № 293. October. 1998. (Spain).
- Топ фото. №2, 1998: 79-81 (Україна).
- Родина. Журнал українців Канади. № 7-8, 1999 (Canada).

## Нагороди[3]
- 1976 р. — перша медаль міжнародної виставки «INFOTA-76» (Ічин, Чехословаччина);
- 1977 р. — нагороджений на міжнароднім фотосалоні «ZLATNO OKO — 77» під захистом FIAP (Нові Сад, Югославія); нагороджений призом на всесоюзній виставці «Фотокинотехніка-77» (Харків);
- 1981 р. — нагороджений бронзовою медаллю FIAP салону «SAINT THIERRY»;
- 1983 р. — нагороджений золотою медаллю FIAP фотосалону в Сан-Себастьяні (Іспанія);
- 1988 р. — нагороджений золотою медаллю FIAP фотосалону в м. Саутхемптон (Велика Британія);
- 1989 р. — нагороджений золотою медаллю FIAP фотосалону в м. Верцелі (Іспанія); нагороджений срібною медаллю FIAP фотосалону в м. Реус (Іспанія);
- 1990 р. — нагороджений бронзовою медаллю FIAP фотосалону в м. Сібіу (Румунія);
- 1992 р. — нагороджений золотою медаллю FIAP фотосалону в м. Фабріано (Італія); нагороджений золотою медаллю FIAP фотосалону в м. Сібіу (Румунія);
- 1993 р. — нагороджений бронзовою медаллю бієнналє FIAP «Природа» (м. Барселона, Іспанія);
- 2001 р. — нагороджений срібною медаллю на фотосалоні TRIERENBERG SUPER CIRCUIT 2001[5](Австрія).

## Виставки[6]
- 1973 р. — "Первая персональная выставка". Областной Дом художественной самодеятельности профсоюзов, Харків, УССР;
- 1985 р. — "Вторая персональная выставка". Областной Дом художественной самодеятельности профсоюзов, Харків, УССР;
- 1988 р. — "Alexandr Suprun". Galería Fotográfica de la Sociedad Fotográfica de Salamanca, Salamanca, España; "Alexandr Suprun". Fotogalería Zaragoza, Zaragoza, España;
- 1989 р. — "Александр Супрун. Фотографии". Чувашский художественный государственный музей, Чебоксары, РСФСР; "Fotografias de Alexandr Suprun". Agrupación Fotográfica de Guadalajara, España;
- 1990 р. — "Олександр Супрун. Фотографії". Закарпатський обласний науково-методичний центр народної творчості і культурно-освітньої роботи, Ужгород, УРСР; Персональна експозиція до 25-річчя Буршинської ДРЕС;
- 1991 р. — "Contemporary Soviet Photographers". The Contemporary Arts Center, Cincinnati, Ohio, USA;
- 1993 р. — "Сучасні українські фотографи". Харківський художній музей, Харків, Україна;
- 1994 р. — "Спогади про Америку". Фотоцентр "Зодіак", м. Первомайський, Україна; "Фотографії Олександра Супруна". Міський Палац культури, Феодосія, Крим, Україна;
- 1995 р. — "Олександр Супрун. Фотографії". Виставкова зала Запорізької організації Спілки фотохудожників України, Запоріжжя, Україна; "Олександр Супрун. Фотографії". Харківський художній музей, Харків, Україна; "Олександр Супрун. Фотографії". Національний музей у Львові, Львів, Україна;
- 1997 р. — О.Супрун "Світлини". Фотовиставка. Галерея фотостудії "Палітра" (Харків, Україна);
- 1998 р. — "Моя Україна". Полтавський художній музей, Полтава, Україна;
- 1999 р. — "THE PHOTOGRAPHY OF EUGENE PAVLOV AND OLEXANDR SUPRUN". J. MILES WOLS GALLERY. CINCINNATI. USA;
- 2002 р. — "МОНТАЖНИЙ СВІТ Олександра Супруна". Галерея "BASTEJS", Рига, Латвія;
- 2004 р. — "60х40", галерея "Академія", Харків, Україна;
- 2005 р. — "Золото", галерея фотостудії "Палітра", Харків, Україна.